# Giuseppe Lombardini
Giuseppe Lombardini (Busto Arsizio, 19 luglio 1908 – ...) è stato un calciatore italiano, di ruolo centrocampista.

## Carriera
Ha esordito in Prima Divisione, che era la massima divisione calcistica di allora, con la maglia della Pro Patria, il 16 giugno 1929 nella partita La Dominante-Pro Patria (3-5). Sempre con i bustocchi ha disputato il primo campionato di Serie A nel 1929-1930.
Poi ha giocato due stagioni in Svizzera con il Lugano, per poi ritornare a Busto Arsizio.